# Lázaro Cárdenas, Pátzcuaro
Lázaro Cárdenas är en ort i Mexiko.   Den ligger i kommunen Pátzcuaro och delstaten Michoacán de Ocampo, i den södra delen av landet, 270 km väster om huvudstaden Mexico City. Lázaro Cárdenas ligger 2 065 meter över havet och antalet invånare är 482.
Terrängen runt Lázaro Cárdenas är kuperad åt sydväst, men åt nordost är den platt. Runt Lázaro Cárdenas är det ganska tätbefolkat, med 129 invånare per kvadratkilometer. Närmaste större samhälle är Pátzcuaro, 7,4 km öster om Lázaro Cárdenas. I omgivningarna runt Lázaro Cárdenas växer i huvudsak blandskog.